# Từ Thục Mẫn
Từ Thục Mẫn (徐淑敏, Suki Chui, sinh ngày 22 tháng 9 năm 1984) với nghệ danh Từ Thục Dao (徐菁遙), là cựu người mẫu, diễn viên Hồng Kông và MC chương trình truyền hình thực tế. Sau khi kết hôn năm 2009 và sinh ba con gái, cô dần rút lui khỏi giới giải trí. Hiện nay, Từ Thục Mẫn đảm nhiệm chức vụ CEO của thương hiệu mỹ phẩm thiên nhiên SÈVE Hong Kong do chính mình sáng lập.

## Tiểu sử
Từ Thục Mẫn tốt nghiệp từ trường trung học Kỉ niệm Phật giáo Diệp Kỉ Nam (佛教葉紀南紀念中學) rồi sau đó trở thành người mẫu. Năm 2006, cô tham gia cuộc thi Hoa hậu Hồng Kông và là ứng viên được yêu thích tuy nhiên chỉ đạt danh hiệu Đại sứ Du lịch rồi nhanh chóng gia nhập đài truyền hình TVB.

## Đời tư
Ngày 10 tháng 8 năm 2009, theo tờ Apple Daily cho biết Từ Thục Mẫn qua lại được 2 tháng với Hoàng Hạo, doanh nhân ngành ẩm thực hơn cô 12 tuổi. Cặp đôi kết hôn vào ngày 15 tháng 11 cùng năm.
Ngày 15 tháng 3 năm 2010, sinh con gái đầu đặt tên là Tâm Giao (心瑤) có tên tiếng Anh Vianna. Ngày 19 tháng 9 năm, sinh con gái thứ 2 là Tâm Nhu (Renee). Ngày 1 tháng 8 năm 2014, cô sinh con gái thứ 3 đặt tên là Hoàng Thấm Nghị. 
Tháng 7 năm 2012 đến tháng 7 năm 2013, xuất bản hai cuốn sách Điềm Mỹ Tố Cơ (甜美素肌) và Điềm Mỹ Tịnh Cơ (甜美淨肌) và trong tháng 8 năm 2012 mở cửa thương hiệu mỹ phẩm thiên nhiên SÈVE trực tuyến của riêng mình.
Ngày 8 tháng 1 năm 2014, Từ Thục Mẫn chính thức chấm dứt hợp đồng với đài TVB cũng như 8 năm phát triển trong làng giải trí.
Ngày 4 tháng 6 năm 2017, (tưởng niệm sự kiện Thiên An Môn thứ 28), Từ Thục Mẫn được đổi tên thành Từ Thục Dao (徐菁遙), với ý nghĩa vượng phu và may mắn cho gia đình.
Chồng cô, Kenny Wee (黃浩) là chủ sở hữu một công ty thu âm và Metro Daily, tờ báo trẻ nhất của Hồng Kông sau khi mua lại bằng hình thức nhượng quyền thương mại từ Tập đoàn Metro Thụy Điển với 200 triệu đô la Hồng Kông (25,8 triệu đô la Mỹ) vào năm 2013.
Năm 2012, một trong những nhà hàng của Wee đã bị cáo buộc là thiên đường trú ẩn cho các nghệ sĩ hít cocain. Cảnh quay ghi lại trong CCTV về những bữa tiệc sử dụng ma túy có chủ đích đã bị rò rỉ cho giới truyền thông. Vụ việc sau đó đã bị chìm xuống. Theo nhiều nguồn tin tại thời điểm đó cho biết do Hoàng Hạo trở thành mục tiêu nhắm đến một người kỳ cựu trong ngành truyền hình.

## Hình ảnh

Từ Thục Mẫn tham gia ghi hình chương trình Gag Show (玩轉三周1/2) của đài TVB
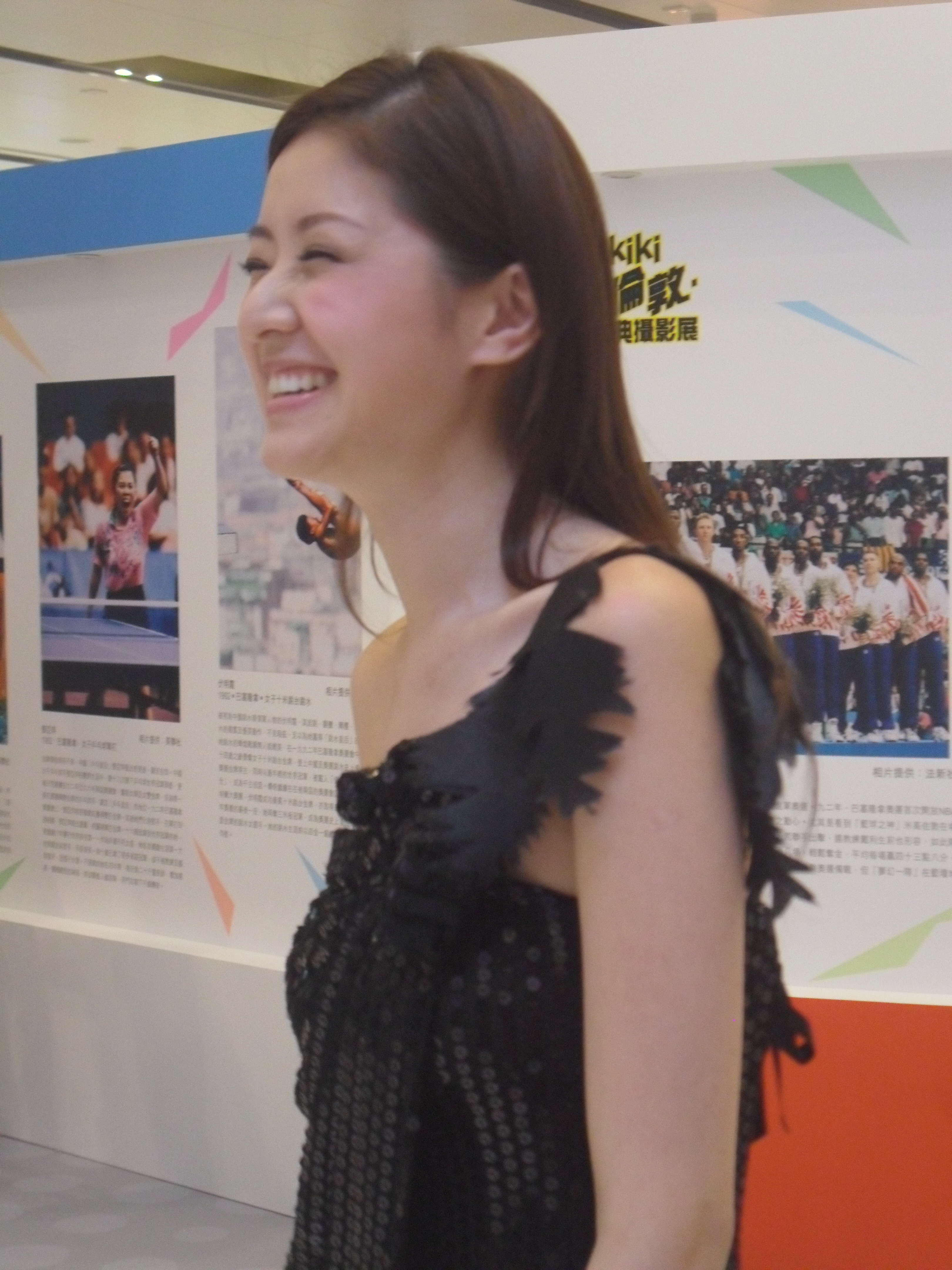
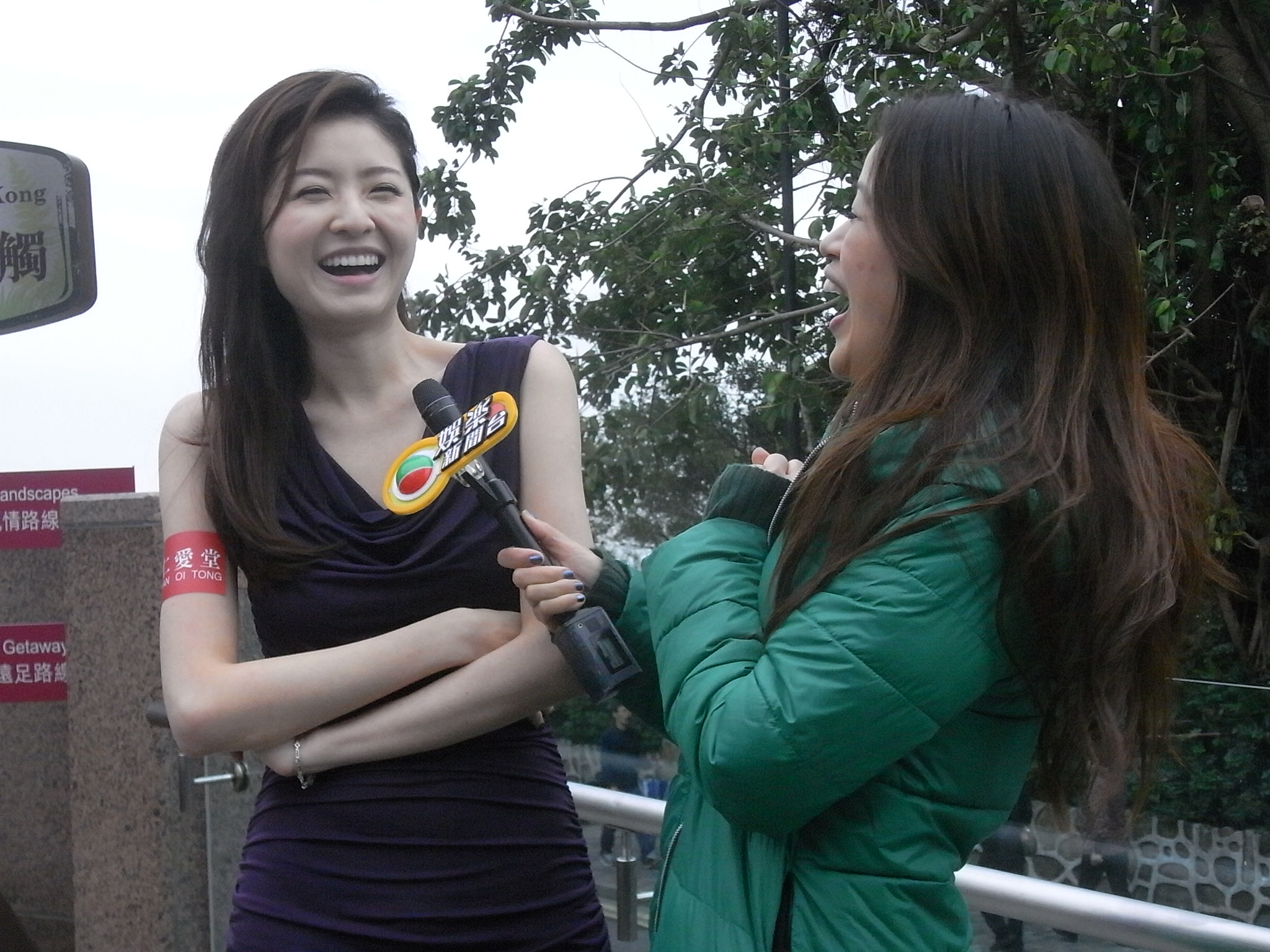
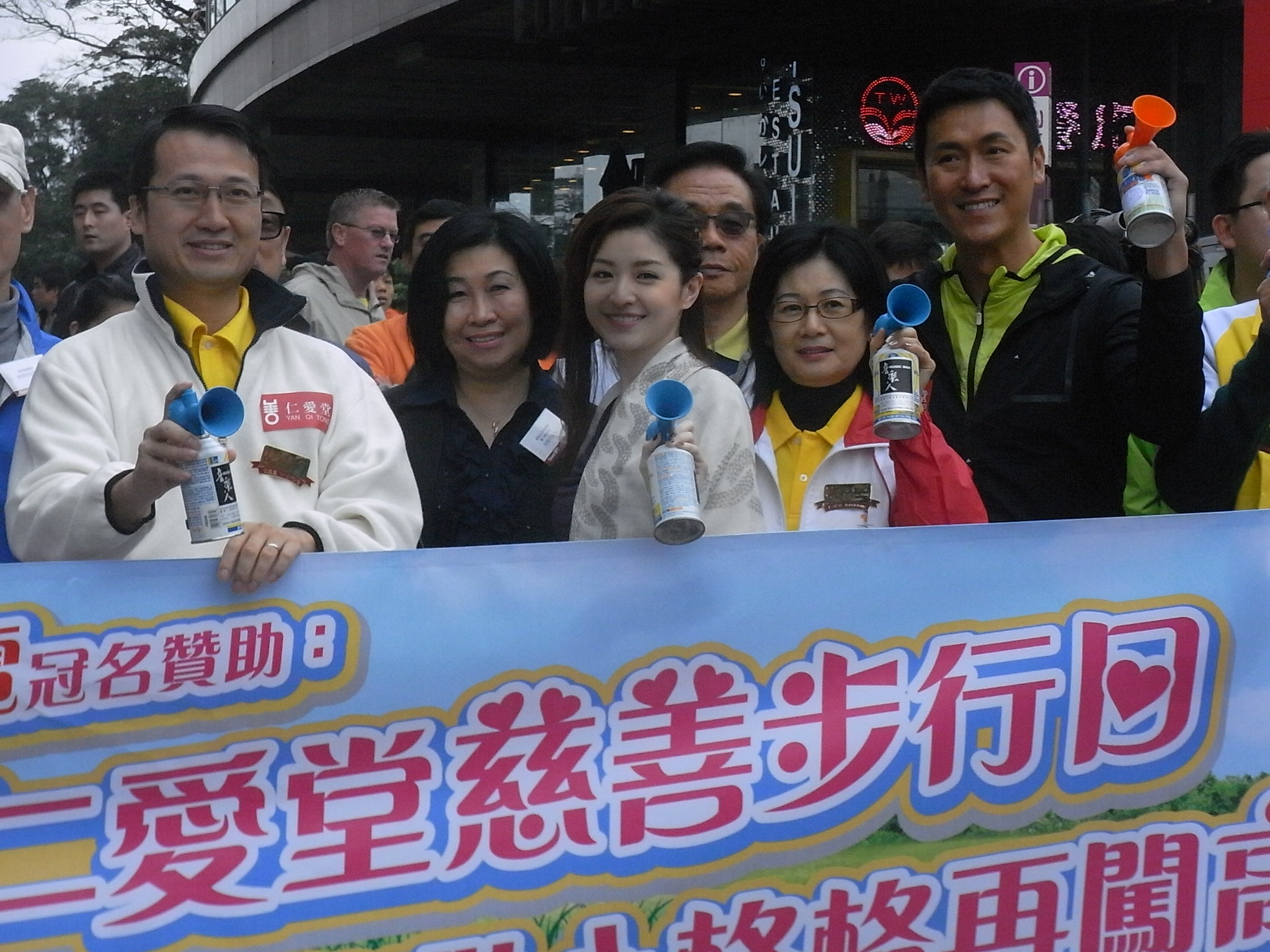

## Danh sách chương trình

### Chủ trì tiết mục (TVB)
- 2006: More Than Words
- 2008: Delicious Japan Series 2
- 2008: Living Up
- 2009: Eating Right (咁至識食)
- 2011: My Sweets (甜姐兒)

### Phim truyền hình (TVB)
| Năm  | Tựa đề                    | Vai                   | Ghi chú   |
| 2007 | The Green Grass of Home   | Giang Tử Tinh（Yoyo） | Tam phiên |
| 2007 | Word Twisters' Adventures | Liễu Y Y              | Tứ phiên  |
| 2008 | Mẹ chồng khó tính 2       | Gloria                | Nữ phụ    |
| 2008 | Hạnh phúc ảo              | Hứa Mỹ Na（Ella）     | Nữ phụ    |
| 2009 | Xứng danh tài nữ          | Khâu Mẫn              | Tứ phiên  |
| 2011 | A Great Way To Care       | Lữ Vịnh Chi（Gigi）   | Nữ phụ    |

### Phim chiếu rạp
| Năm  | Tựa đề                         | Vai     | Ghi chú   |
| ---- | ------------------------------ | ------- | --------- |
| 2008 | Người Tình Dự Phòng (我的最愛) | Tiffany | Khách mời |

## Giải thưởng
- Hoa hậu Hồng Kông năm 2006: Giải Đại sứ Du lịch
- Giải thưởng truyền hình năm 2007: Giải thưởng nữ diễn viên mới triển vọng nhất